# Shōhei Kamada
Shōhei Kamada (japanisch 鎌田 祥平 Kamada Shōhei; * 11. Mai 1980 in der Präfektur Nagano) ist ein ehemaliger japanischer Fußballspieler.

## Karriere
Kamada erlernte das Fußballspielen in der Schulmannschaft der Takigawa Daini High School und der Universitätsmannschaft der Universität Tsukuba. Seinen ersten Vertrag unterschrieb er 2004 bei Otsuka Pharmaceutical (heute: Tokushima Vortis). Der Verein spielte in der Drittligisten Liga des Landes, der Japan Football League. 200 wurde er mit dem Verein Meister der Japan Football League und stieg in die J2 League auf. 2006 wechselte er zu Banditonce Kobe. Ende 2006 beendete er seine Karriere als Fußballspieler.